# Mühl Rosin
Mühl Rosin ist eine Gemeinde im Landkreis Rostock in Mecklenburg-Vorpommern (Deutschland). Sie wird vom Amt Güstrow-Land mit Sitz in der nicht amtsangehörigen Stadt Güstrow verwaltet.
Mühl Rosin war im Jahr 2018 Sieger des 10. Landeswettbewerbs Unser Dorf hat Zukunft.

## Geografie

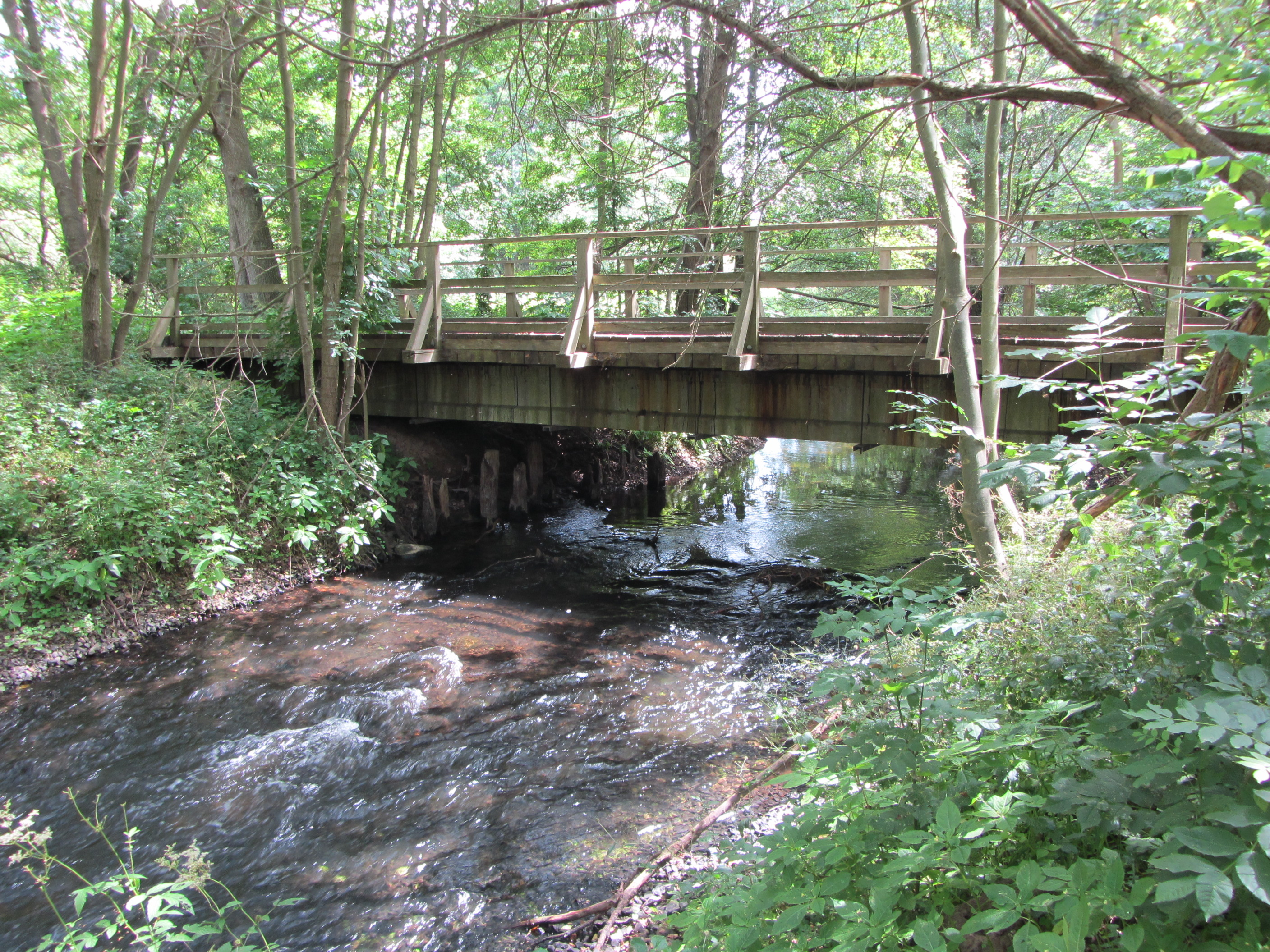
Nebel-Brücke bei Kirch Rosin

Die Gemeinde Mühl Rosin am Inselsee grenzt unmittelbar an den Süden der Kreisstadt Güstrow. Durch das südlich bis südwestlich der bis 46,7 m ü. NHN hohen Heidberge gelegene Gemeindegebiet fließt der Teuchelbach parallel zur minimal etwa 500 m östlich verlaufenden Nebel, deren steile Ufer unter Naturschutz stehen. Das Waldgelände steigt im Süden des Gemeindegebietes von etwa 10 auf 69,5 m Höhe am Bullenberg an.
Umgeben wird Mühl Rosin von den Nachbargemeinden Güstrow im Norden, Lalendorf im Osten, Hoppenrade im Südosten, Krakow am See im Süden, Zehna im Südwesten sowie Gutow im Westen.
Zur Gemeinde Mühl Rosin gehören die Ortsteile Bölkow, Kirch Rosin, Koitendorf und Mühl Rosin.

## Geschichte
Der Ort Mühl Rosin wurde 1226 erstmals urkundlich erwähnt.
Am 1. Juli 1950 wurden die bisher eigenständigen Gemeinden Bölkow und Kirch Rosin eingegliedert. Am 1. August 1965 wurden die Gemeinden Gutow und Mühl Rosin zu einer neuen Gemeinde mit dem Namen Bölkow zusammengeschlossen. Am 1. Januar 1984 wurde Gutow ausgegliedert. Am 25. April 1991 wurde die Gemeinde Bölkow in Mühl Rosin umbenannt.

## Politik

### Gemeindevertretung und Bürgermeister
Der Gemeinderat besteht (inkl. Bürgermeister) aus 10 Mitgliedern. Die Wahl zum Gemeinderat am 26. Mai 2019 hatte folgende Ergebnisse:
| Partei/Bewerber               | Prozent | Sitze |
| ----------------------------- | ------- | ----- |
| Wählergemeinschaft Mühl Rosin | 89,35   | 9     |
| FDP                           | 10,65   | 1     |

Bürgermeister der Gemeinde ist Ulrich Blau, er wurde mit 90,63 % der Stimmen gewählt.

### Wappen
Das Wappen wurde am 6. April 1994 durch das Innenministerium genehmigt und unter der Nr. 19 der Wappenrolle von Mecklenburg-Vorpommern registriert.
Blasonierung: „Halbgespalten und geteilt von Gold, Rot und Blau; rechts oben eine rote Kirche mit drei balkenweise angeordneten Spitzbogenfenstern im unteren Teil, einem schwarzen Krückenkreuz am Dachgiebel und einem schwarzen Spitzbogenfenster über dem Kreuz; links oben ein goldenes Mühlrad; unten drei silberne Wellenbalken.“
Das Wappen wurde von dem Parumer Dietrich Bräutigam gestaltet.

## Sehenswürdigkeiten

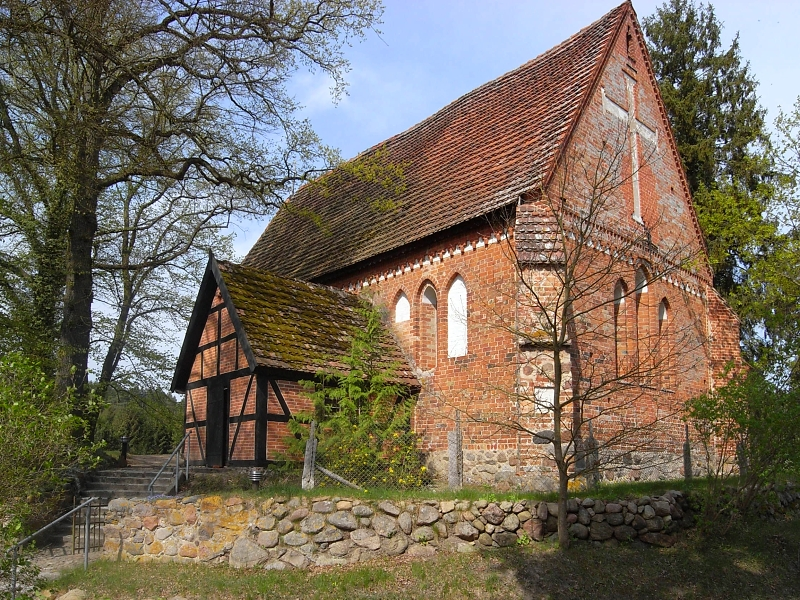
Kirche in Kirch Rosin

- In Kirch Rosin steht die 750 Jahre alte gotische Dorfkirche Kirch Rosin von 1270 mit einem bemerkenswerten Schnitzaltar aus dem 16. Jahrhundert.
- Der Koitendorfer Steintanz ist eine Ansammlung von Megalithen.
- In der Gemeinde befindet sich ein Öko-Kindergarten, ein Jugendclub sowie mehrere Sportstätten.

→ Siehe auch Liste der Baudenkmale in Mühl Rosin

## Verkehrsanbindung
Durch die Nähe zu Güstrow ist auch Mühl Rosin an die gute Verkehrsinfrastruktur der Kreisstadt angeschlossen (Bundesautobahn 19, Bundesstraße 104 sowie diverse Bahnlinien).